# منتخب ألبانيا تحت 21 سنة لكرة القدم
منتخب ألبانيا تحت 21 سنة لكرة القدم هو الممثل الرسمي لألبانيا في بطولات كرة القدم تحت 21 سنة. يشارك الفريق في بطولة أوروبا تحت 21 لكرة القدم التي تقام كل عامين.